# Équipe des Açores de football
Maillots
L'équipe des Açores de football est une sélection des meilleurs joueurs des îles des Açores. Elle n'est pas membre de la FIFA, ni de l'UEFA et ne participe donc pas aux grands tournois internationaux. L'équipe a joué un seul match contre l'île de Madère qu'elle a gagné 2-1.